# Premios Primetime Emmy
Los premios Primetime Emmy son uno de los Premios Emmy presentados por la Academia de Artes y Ciencias de la Televisión en reconocimiento a la excelencia en la programación televisiva estadounidense en horario primetime. Entregados por primera vez en 1949, eran conocidos simplemente como los "Premios Emmy" hasta la primera ceremonia de los premios Daytime Emmy en los años 1970. La palabra primetime se agregó para diferenciarlos.
Generalmente, la ceremonia es celebrada a mediados de septiembre, el domingo antes del comienzo de la temporada televisiva de otoño en Estados Unidos. Las cadenas ABC, CBS, NBC y Fox rotan para emitir los premios por televisión cada año.

## Categorías

### Primetime Emmy
Los premios Primetime Emmy se entregan según las siguientes categorías:
| Programas - Mejor serie de comedia - Mejor serie dramática - Mejor miniserie - Mejor telefilme - Mejor reality de competición - Mejor programa de variedades de entrevistas (Desde 2015) - Mejor programa de variedades de sketches (Desde 2015) Dirección - Mejor dirección - Serie de comedia - Mejor dirección - Serie dramática - Mejor dirección - Serie de comedia, variedades o música - Mejor dirección - Miniserie, telefilme o especial dramático Guion - Mejor guion - Serie de comedia - Mejor guion - Serie dramática - Mejor guion en una serie de comedia, variedades o música - Mejor guion en una miniserie, película o especial dramático | Actuación Papel principal - Mejor actor - Serie de comedia - Mejor actor - Serie dramática - Mejor actor - Miniserie o telefilme - Mejor actriz - Serie de comedia - Mejor actriz - Serie dramática - Mejor actriz - Miniserie o telefilme Papel secundario - Mejor actor de reparto - Serie de comedia - Mejor actor de reparto - Serie dramática - Mejor actor de reparto - Miniserie o telefilme - Mejor actriz de reparto - Serie de comedia - Mejor actriz de reparto - Serie dramática - Mejor actriz de reparto - Miniserie o telefilme Papel invitado - Mejor actor invitado - Serie de comedia - Mejor actor invitado - Serie dramática - Mejor actriz invitada - Serie de comedia - Mejor actriz invitada - Serie dramática |

#### Categorías retiradas
Programación
- Mejor performance individual en un programa musical o de variedades (1959 - 2008)
- Mejor serie de comedia, variedades o música (1951 - 2014)
- Mejor reality  (2001 - 2014)

### Primetime Emmy a las Artes Creativas
Los Emmy a las Artes Creativas son entregados según las siguientes categorías (algunas de las cuales son diferenciadas dependiendo si se ha utilizado la técnica de monocámara o multicámara):
- Animación
  - Mejor programa animado de más de una hora
  - Mejor programa animado de menos de una hora
  - Mejor actuación de voz (Entregado por comité. Sin nominaciones)
  - Mejor logro individual en animación (Entregado por comité. Sin nominaciones)
- Dirección artística
  - Mejor dirección artística en una serie multicámara
  - Mejor dirección artística en una serie monocámara
  - Mejor dirección artística en una miniserie, telefilme o especial
  - Mejor dirección artística en un programa de música o de variedades
- Casting
  - Mejor casting en una serie de comedia
  - Mejor casting en una serie dramática
  - Mejor casting en una miniserie, telefilme o especial
- Coreografía
  - Mejor coreografía
- Fotografía
  - Mejor fotografía en una serie multicámara
  - Mejor fotografía en una serie monocámara
  - Mejor fotografía en una miniserie o telefilme
  - Mejor fotografía en programación no ficticia
- Mejor anuncio
- Vestuario
  - Mejor vestuario en una serie
  - Mejor vestuario en una miniserie, telefilme o especial
- Dirección de programación no ficcional
- Montaje
  - Mejor montaje en una serie dramática monocámara
  - Mejor montaje en una serie de comedia monocámara
  - Mejor montaje en una miniserie, telefilme o especial monocámara
  - Mejor montaje multicámara en una serie
  - Mejor montaje multicámara en una miniserie, telefilme o especial multicámara
  - Mejor montaje en programación no ficticia
- Peinado
  - Mejor peluquería en una serie
  - Mejor peluquería en una miniserie, telefilme o especial
- Televisión interactiva
  - Mejor logro en televisión interactiva, programa específico
  - Mejor logro en televisión interactiva, programa no específico
- Mejor iluminación
- Mejor diseño de título principal
- Maquillaje
  - Mejor maquillaje en una serie, miniserie, telefilme o especial (Protésico)
  - Mejor maquillaje en una serie (No protésico)
  - Mejor maquillaje en una miniserie, telefilme o especial (No protésico)

- Música
  - Mejor composición musical en una serie
  - Mejor composición musical en una miniserie, telefilme o especial
  - Mejor dirección musical
  - Mejor música y letra
  - Mejor música del tema principal
- Mejor programa infantil
- No ficción
  - Mejor especial no ficcional
  - Mejor serie no ficcional
- Reality
  - Mejor reality
  - Mejor reality de competición
- Edición de sonido
  - Mejor edición de sonido en una serie
  - Mejor edición de sonido en una miniserie, telefilme o especial
  - Mejor edición de sonido en programación no ficcional
- Mezcla de sonido
  - Mejor mezcla de sonido en una serie monocámara
  - Mejor mezcla de sonido en una miniserie o telefilme monocámara
  - Mejor mezcla de sonido en una serie o especial multicámara
  - Mejor mezcla de sonido en un programa de variedades, música o especial
  - Mejor mezcla de sonido en programación no ficcional
- Efectos visuales
  - Mejores efectos visuales especiales en una serie
  - Mejores efectos visuales especiales en una miniserie, telefilme o especial
- Mejor coordinación de extras
- Mejor coordinación de especialistas
- Dirección técnica
  - Mejor dirección técnica, de cámara, video en una serie.
  - Mejor dirección técnica, de cámara, video en una miniserie, telefilme o especial
- Mejor programa de variedades, música o especial de comedia
- Mejor guion en una serie no ficcional

## Ceremonias
| Años |
| 1949 · 1950 · 1951 · 1952 · 1953 · 1954 · 1955 · 1956 · 1957 · 1958 · 1959 · 1960 · 1961 · 1962 · 1963 · 1964 · 1965 · 1966 · 1967 · 1968 · 1969 · 1970 · 1971 · 1972 · 1973 · 1974 · 1975 · 1976 · 1977 · 1978 · 1979 · 1980 · 1981 · 1982 · 1983 · 1984 · 1985 · 1986 · 1987 · 1988 · 1989 · 1990 · 1991 · 1992 · 1993 · 1994 · 1995 · 1996 · 1997 · 1998 · 1999 · 2000 · 2001 · 2002 · 2003 · 2004 · 2005 · 2006 · 2007 · 2008 · 2009 · 2010 · 2011 · 2012 · 2013 · 2014 · 2015 · 2016 · 2017 · 2018 · 2019 · 2020 · 2021 · 2022 · 2023 · 2024 · 2025 |